# 热河南路街道
热河南路街道是中国江苏省南京市鼓楼区下辖的一个街道。

## 行政区划
热河南路街道下辖以下行政区：
热河南路社区、清江花苑社区、河西社区、新河一村社区、新河村社区、大街社区、姜家园社区、白云亭社区、二板桥社区、晏公庙社区、姜圩路社区、中山北路社区